# Гармиш-Партенкирхен
Га́рмиш-Партенки́рхен (нем. Garmisch-Partenkirchen, бав. Garmasch-Partakurch) — община (муниципалитет), административный центр района Гармиш-Партенкирхен в округе Верхняя Бавария земли Бавария на юге Германии. Горнолыжный курорт.
Это последний муниципалитет в Германии, который является административным центром района, но не имеет официального статуса города.

## География
Площадь территории 206 км². На западе граничит с федеральными землями Германии, на востоке — с австрийской землёй Тироль. Гармиш-Партенкирхен находится в долине, окружен горными массивами Баварских Альп. В непосредственной близости располагается высочайшая точка Германии — гора Цугшпитце. Через Гармиш-Партенкирхен протекает река Лойзах (приток Изара, бассейн Дуная). Гармиш-Партенкирхен соединен железной дорогой с Мюнхеном и австрийским Тиролем, через горы проложена также автомобильная дорога до Мюнхена.

## История
Гармиш-Партенкирхен образован в 1935 году, в преддверии Олимпийских игр 1936 года, путём слияния двух старинных поселений — Гармиша и Партенкирхена. Слияние произошло вопреки мнению жителей по инициативе Адольфа Гитлера, и старые топонимы сохраняются — Гармишем называется западная часть общины, а Партенкирхеном — восточная. Между собой части общины разделены железной дорогой, соединяются автомобильным и пешеходным тоннелями, проложенными под железнодорожной веткой. Более старой частью является Партенкирхен, основанный на месте древнеримского военного лагеря Партанум.
В 1936 году в Гармиш-Партенкирхене прошли IV зимние Олимпийские игры. Зимние Олимпийские игры 1940 года также могли пройти в Гармиш-Партенкирхене, но были отменены из-за начала войны. На местном лыжном трамплине традиционно проходит новогодний этап Турне четырёх трамплинов.
В годы нацистского режима в Гармиш-Партенкирхене базировалась элитная горно-стрелковая дивизия «Эдельвейс», установившая в 1942 году флаг Германии над Эльбрусом. На территории Гармиш-Партенкирхена находился госпиталь, в котором на излечении находился генерал Фридрих фон Меллентин, автор известной в СССР книги «Танковые сражения 1939—1945 гг.».
Также город известен тем, что с ним были связаны многие годы жизни выдающегося немецкого композитора Рихарда Штрауса. В начале 1900-х годов он построил в Гармише дом. Партитуры многих его сочинений помечены «Гармиш». Композитор жил здесь и во время Второй мировой войны, и умер в возрасте 85 лет в Гармиш-Партенкирхене, где и похоронен.
С 1964 года и до конца холодной войны в Гармиш-Партенкирхене базировался Русский институт армии США (US Army Russian Institute, USARI) — натовский центр изучения Советского Союза, — фактически разведшкола.
В 1968 году в Гармиш-Партенкирхене была проведена первая из двух конференций НАТО по программной инженерии, на которой более 50 ведущих программистов и ученых Запада того времени обсуждали проблемы создания программного обеспечения, заложив основы программной инженерии.

## Население
По оценке на 31 декабря 2015 года население ярмарочной общины составляет 26 821 человек.
| Дата      | 1840 | 1871 | 1900 | 1925  | 1939  | 1950  | 1961  | 1970  | 1987  | 2011  |
| --------- | ---- | ---- | ---- | ----- | ----- | ----- | ----- | ----- | ----- | ----- |
| Население | 2870 | 3038 | 4792 | 10326 | 18308 | 25435 | 25261 | 26885 | 25742 | 25581 |

| Год       | 1960  | 1970  | 1980  | 1990  | 2000  | 2009  | 2010  | 2011  | 2012  | 2013  | 2014  | 2015  |
| --------- | ----- | ----- | ----- | ----- | ----- | ----- | ----- | ----- | ----- | ----- | ----- | ----- |
| Население | 25751 | 27403 | 27828 | 26837 | 26364 | 25953 | 26068 | 25668 | 25901 | 26102 | 26319 | 26821 |

На 31 декабря 2021 г. численность населения составляет 27249 человек.

## Политика
Гармиш-Партенкирхен управляется двумя бургомистрами, полномочия которых разделены по функциональному принципу. Один бургомистр считается старшим. Оба бургомистра в настоящее время представляют Христианско-социальный союз Баварии, старший бургомистр — Томас Шмид.
Русский институт ныне — Европейский центр исследований в области безопасности имени Джорджа Маршалла, находится в ведении Государственного Департамента США и Министерства обороны США. Оба ведомства курируют различные направления внутри Института.

## Экономика
Основу экономики Гармиш-Партенкирхена составляет туризм. В Гармиш-Партенкирхене и его окрестностях работает множество гостиниц и ресторанов, рассчитанных на обслуживание туристов. В зимний период в окрестностях функционируют горнолыжные трассы. Летом более актуальным становится хайкинг — горные прогулки, для которых в окрестных горах создана сеть пешеходных дорог и фуникулёров. Сеть дорог для пешеходов и велосипедистов объединяет в единый туристический комплекс Гармиш-Партенкирхен, окрестные горы, а также расположенные поблизости деревни Грайнау, Хаммерсбах, Миттенвальд, озёра Айбзе и Ризерзе.
В городе расположена крупнейшая в Европе ревматологическая клиника для детей и подростков, Немецкий центр детской и юношеской ревматологии.

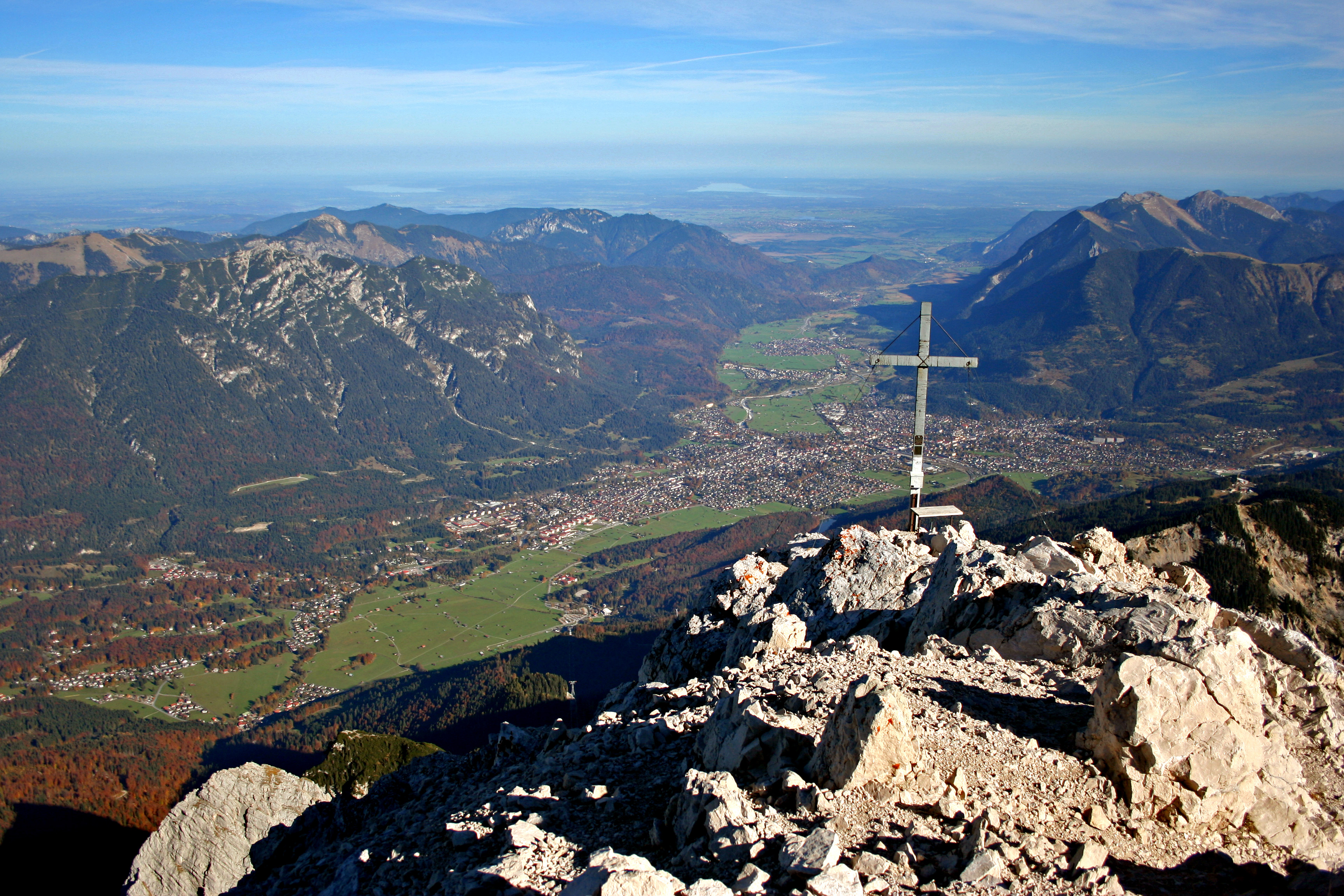
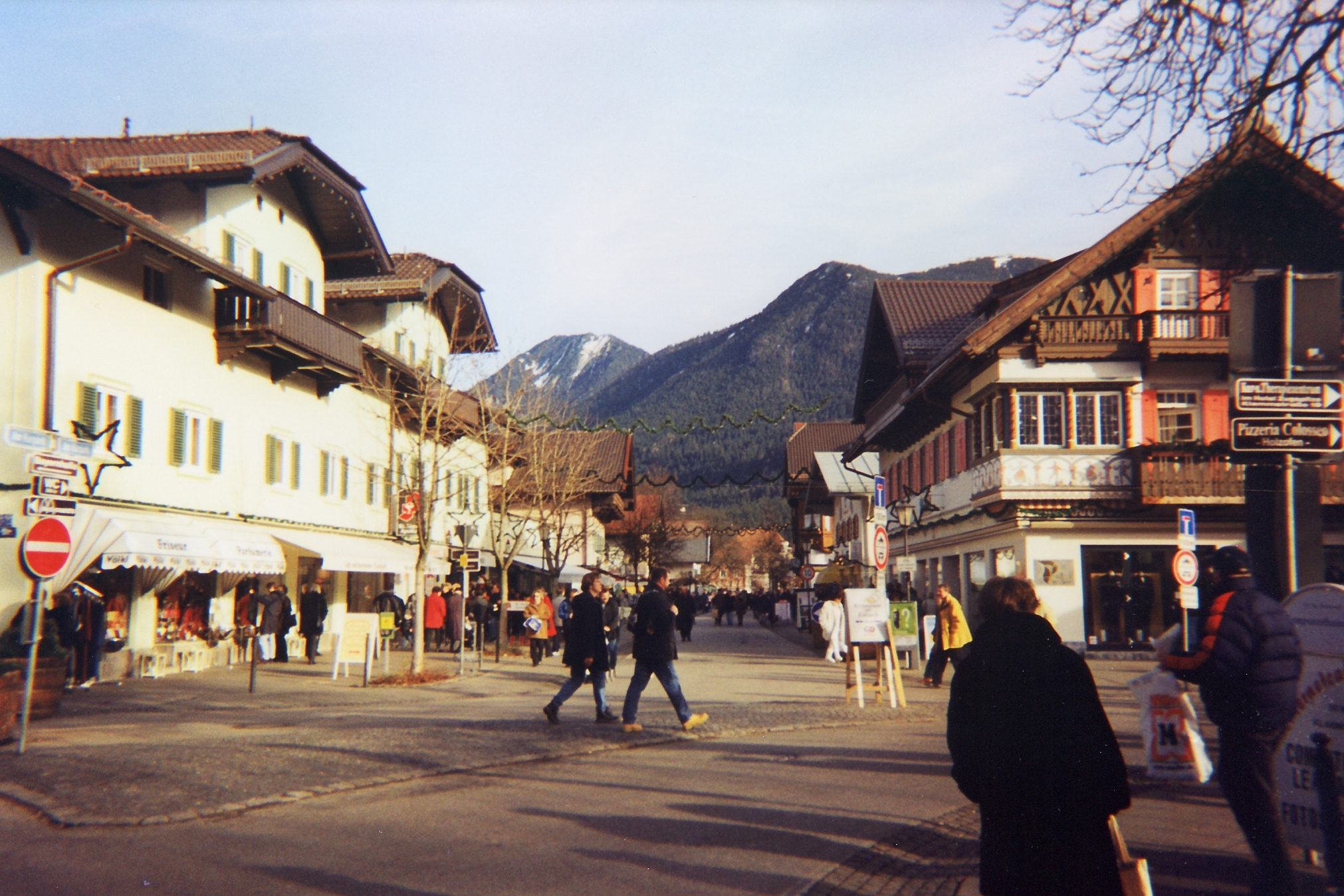

## Культура
В Гармиш-Партенкирхене функционирует музыкальный театр, проводится фестиваль имени Рихарда Штрауса. В городском парке дает концерты оркестр Грайнау, члены которого выступают в традиционных баварских костюмах.
Так же, ежегодно, концерн BMW проводит в Гармиш-Партенкирхене фестиваль BMW-motorrad days, на который съезжаются тысячи владельцев мотоциклов BMW/

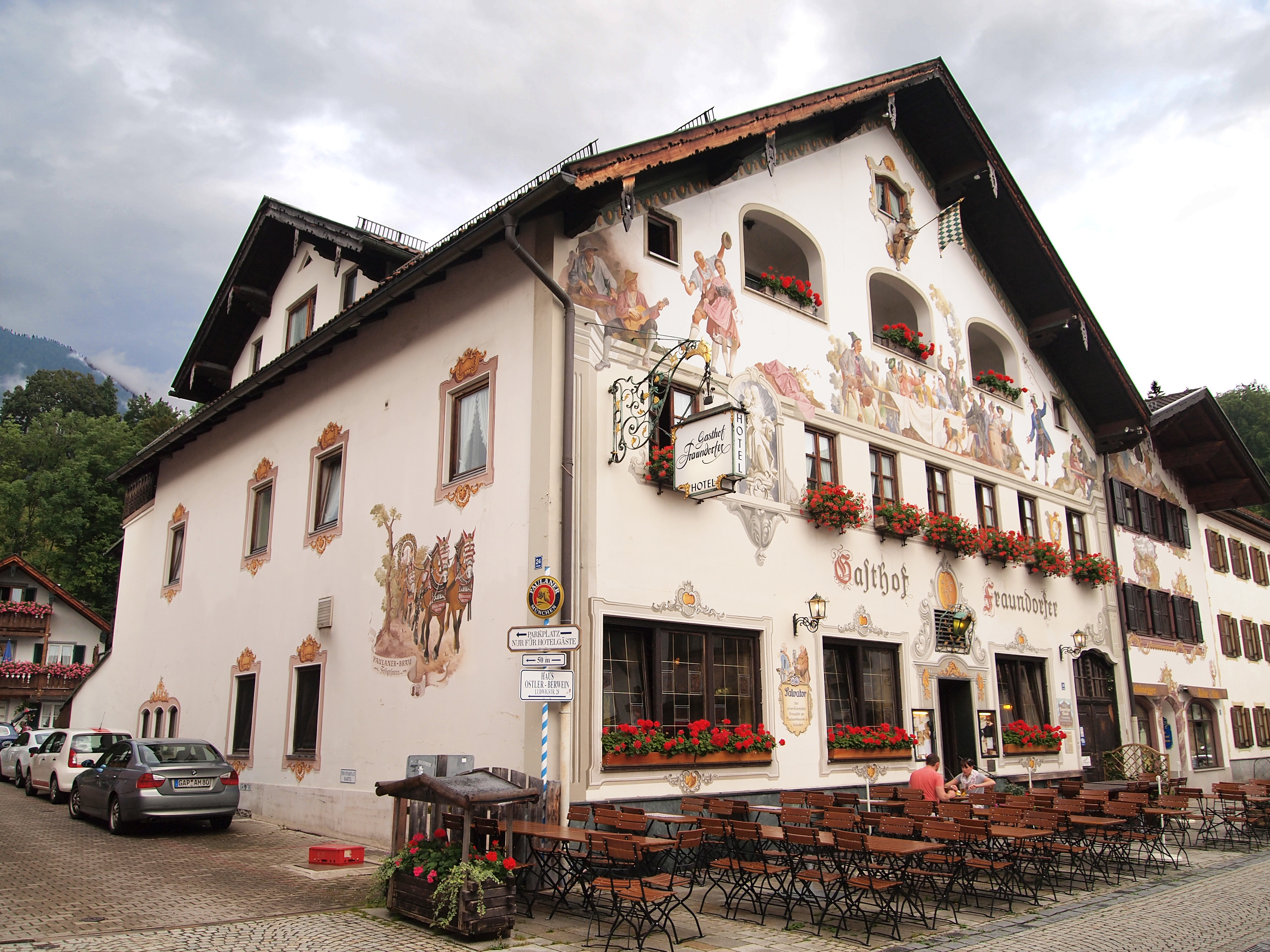

## Достопримечательности

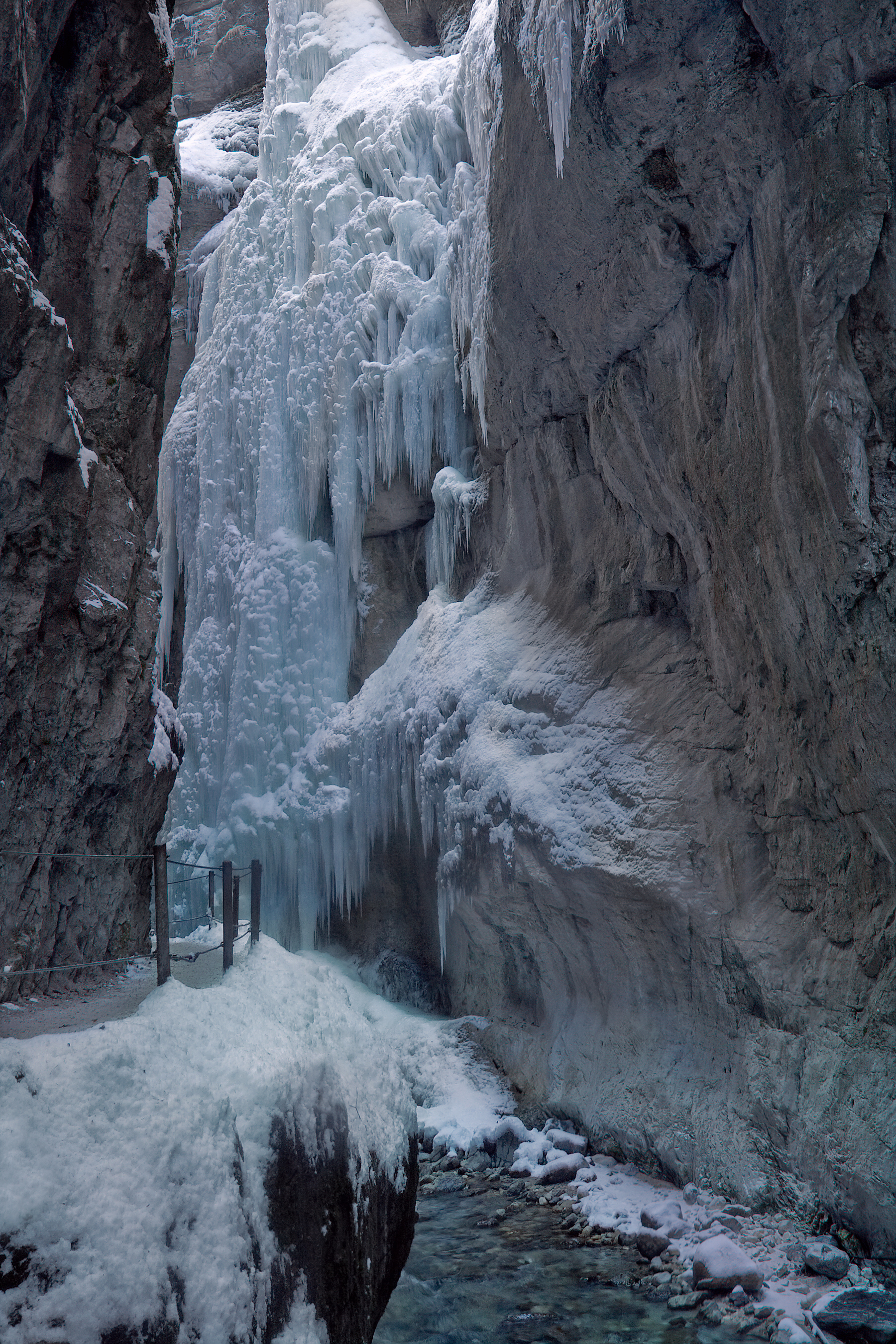
Ущелье Партнахкламм зимой. 28 января 2008 г.

Главной достопримечательностью являются горы, расположенные вокруг ярмарочной общины. Отдельно следует упомянуть Цугшпитцбан — железнодорожную ветку, которая ведёт на гору Цугшпитце, Партнахкламм — живописное ущелье, промытое стекающим с гор ручьём, а также архитектуру самого Гармиш-Партенкирхена, который практически весь состоит из домиков в средневековом стиле, украшенных рисунками (в основном на библейские сюжеты). Историческая часть почти полностью включена в реестр ЮНЕСКО.
В Гармиш-Партенкирхене располагается американская военная база и Европейский центр по изучению вопросов безопасности им. Джорджа Маршалла — учебное заведение, специализирующееся на вопросах международных отношений.